# Parlement de la Padanie
Le Parlement du Nord (en italien Parlamento del Nord), plus connu comme Parlement de la Padanie ou Parlement de Mantoue est un organe politique italien officieux créé par la Ligue du Nord en 1997.

## Historique
Créé initialement en 1997, le Parlement du Nord a été dissous en 1999 puis recréé en 2007 par Umberto Bossi. Il siège à Vicence. Son président est Roberto Maroni et la langue de travail est l'italien. Il est élu à travers une consultation non officielle (pas de garantie de vote ni de contrôle du scrutin) des électeurs inscrits et des sympathisants du parti. 
La première session plénière a eu lieu Villa Riva Berni à Bagnolo San Vito en province de Mantoue d'où son nom. Actuellement, il siège à Vicence, dans la villa Bonin Maistrello, via dell'Orificeria, 21.
Il est divisé en composantes politiques concurrentes, avec des appellations qui ne veulent rien dire en dehors des sympathisants de la Ligue, en singeant les dénominations habituelles : communistes padans, socialistes padans-travail et société padans, lions padans, Lombardie nation, catholiques padans, libéraux-démocrates-Forza Padanie et droite padane-alliance européenne.
Lors des élections de 1997, les Radicaux italiens ont également participé obtenant l'élection de Benedetto Della Vedova. Chaque 5 années, sont élus les représentants des partis et le Premier ministre de la Padanie. 
Depuis 1996, ont été élus : Giancarlo Pagliarini, Vito Gnutti, Manuela Dal Lago, Mario Borghezio, Francesco Speroni et Roberto Maroni, « Premier ministre » actuel. Le 10 février 2007, sur demande du secrétaire fédéral de la Ligue du Nord, Umberto Bossi, le Parlement de la Padanie rouvre ses portes à Vicence.

## Présidents du Parlement du Nord
- Francesco Speroni (1997-2001)
- Roberto Maroni (depuis 2007)

## Électionspadanesde 1997
Le 26 octobre 1997, la Ligue du Nord organise les soi-disant « premières élections du Parlement padan » (rebaptisé Parlement du Nord) avec environ quatre millions d'électeurs (six selon la Ligue) :
- Matteo Salvini était candidat pour les Comunisti Padani (5 sièges sur 210);
- Roberto Maroni, Marco Formentini, Giovanni Meo Zilio (ex-Socialiste et partisan durant la Résistance), Franco Colleoni et Mariella Mazzetto créèrent le social-démocrate « Démocrates européens-Travail padan » (52 sièges) ;
- un groupe de Vénitiens forma le Venetismo des « Lions padans » (14 sièges) ;
- Giuseppe Leoni et Roberto Ronchi fondèrent un mouvement chrétien-démocrate des « Catholiques padans » (20 sièges) ;
- Giancarlo Pagliarini, Vito Gnutti, Roberto Cota, Massimo Zanello et Corrado Della Torre chef du groupe de la Ligue en Lombardie formèrent un mouvement libéral-conservateur « Liberaldemocratici-Forza Padania » qui voulait une alliance avec Forza Italia et Silvio Berlusconi (50 sièges) ;
- Marco Pottino créa Padania liberale e libertaria (12 sièges) ;
- Erminio Boso était le leader conservateur et agrarien  Unione Padana Agricoltura, Ambiente, Caccia, Pesca genre Chasse-Pêche et tradition (5 sièges) ;
- Enzo Flego et Walter Gherardini formèrent la composante nationale et conservatrice « Droite padane » (27 sièges) ;
- Benedetto Della Vedova, des Radicaux italiens fut élu à la tête d'une liste libertaire et antiprohibitionniste et libérale, tandis que le député Nando Dalla Chiesa des Verts ne réussit pas à se faire élire à Milan pour la liste anti sécessionniste « Citoyens du Nord pour une Italie démocratique ».